# Carolus (Vorname)
Carolus ist ein lateinischer männlicher Vorname.

## Bekannte Namensträger
- Carolus Magnus (747/748–814), König des Fränkischen Reiches und Römischer Kaiser, siehe Karl der Große

- Carolus Boers (1746–1814), niederländischer reformierter Theologe
- Carolus Hacquart (* um 1640; † um 1701), flämischer Komponist
- Carolus Horn (1921–1992), deutscher Werbegrafiker und -texter
- Carolus Magnus Hutschenreuther (1794–1845), deutscher Unternehmer in der Porzellanbranche
- Carolus Lindberg (1889–1955), finnischer Architekt
- Carolus de Maets (1597–1651), niederländischer reformierter Theologe
- Carolus Niellius (1576–1652), evangelisch-reformierter niederländischer Geistlicher
- Carolus Segaar (1724–1803), niederländischer Philologe und reformierter Theologe
- Carolus Vocke (1899–1979), deutscher Maler, Grafiker und Restaurateur
- Carolus Voigt (1904–1991), deutscher Bildhauer